# Innerberg (Naturschutzgebiet)
Der Innerberg ist ein vom Regierungspräsidium Freiburg am 28. November 1983 durch Verordnung ausgewiesenes Naturschutzgebiet auf dem Gebiet der Stadt Müllheim und der Gemeinde Badenweiler im Landkreis Breisgau-Hochschwarzwald.

## Lage
Der Innerberg liegt nördlich der Ortslage von Badenweiler im Zunzinger Eichwald im Naturraum Markgräfler Hügelland. Das Naturschutzgebiet ist Teil des FFH-Gebiets Markgräfler Hügelland mit Schwarzwaldhängen und grenzt unmittelbar an das Landschaftsschutzgebiet Markgräfler Hügelland und angrenzender westlicher Südschwarzwald.

## Landschaftscharakter
Das etwa 18,8 ha große Naturschutzgebiet liegt an einem südexponierten Hang und ist überwiegend mit einem Eichen-Mischwald bedeckt. Lediglich im südwestlichen Teil befindet sich ein halboffener Biotopkomplex mit Trockenrasen, Trockenmauern, Steinriegeln und Gebüschen. Im Süden schließt eine Weinbaulandschaft an.

## Schutzzweck
Wesentlicher Schutzzweck ist laut Schutzgebietsverordnung „die Erhaltung des Innerbergs als Lebensraum für eine Vielzahl seltener und vom Aussterben bedrohter Pflanzenarten, Pflanzengesellschaften und Tierarten.“